# Drawing Restraint 9 (album)
Pour les articles homonymes, voir Drawing Restraint 9.
Drawing Restraint 9 est un album de musique, composé par l'artiste Björk, sorti le 3 août 2005. Cet album comporte une partie des musiques et chants du film homonyme de Matthew Barney, son compagnon à l'époque.
Comme son prédécesseur , cet album accorde une grande place à la voix. On y retrouve ainsi la chanteuse de gorge inuit Tagaq, déjà présente sur Medúlla. Enfin, durant l'écriture de cette bande originale, Björk se montre très inspirée par la culture traditionnelle japonaise. Ainsi, elle compose initialement ses morceaux pour le "Shō", un instrument folklorique japonais composé de 17 flûtes et introduit également dans certains titres un interprète de théâtre nô.

## Liste des titres
| No  | Titre                                                                  | Musique                                                                                                  | Durée |
| --- | ---------------------------------------------------------------------- | --- | ----- |
| 1.  | Gratitude                                                              | Celeste : Jónas Sen Keyboards : Nico Muhly Vocals : Will Oldham                                          | 4:59  |
| 2.  | Pearl                                                                  | Throat Singing : Tagaq                                                                                   | 3:42  |
| 3.  | Ambergris March                                                        | Glockenspiel : Samuel Solomon Hapsichord : Guðrún Óskarsdóttir Producer : Mark Bell & Valgeir Sigurdsson | 3:57  |
| 4.  | Bath                                                                   | Piano Treatments : Akira Rabelais                                                                        | 5:07  |
| 5.  | Hunter Vessel                                                          | Percussion : Samuel Solomon                                                                              | 6:36  |
| 6.  | Shimenawa                                                              | | 2:48  |
| 7.  | Vessel Shimenawa                                                       | | 1:54  |
| 8.  | Storm (jouée lors de la tournée Greatest Hits sous le nom de Nameless) | Programming : Leila                                                                                      | 5:32  |
| 9.  | Holographic Entrypoint                                                 | Percussions : Shonosuke Okura Vocals : Shiro Nomura                                                      | 9:57  |
| 10. | Cetacea                                                                | Celeste : Jónas Sen Crotales : Samuel Solomon Percussions : Shonosuke Okura                              | 3:12  |
| 11. | Antarctic Return                                                       | | 4:18  |